# 閼伽井庵
閼伽井庵（あかいあん）は、奈良県奈良市高畑町にある浄土宗鎮西派の寺院。閼伽井坊（あかんぼう）とも呼ばれる。
寺の周辺はかつて閼伽井町と言い、1883年（明治16年）に高畠村に併合されたが、今も高畑町内の通称町名に残る。
元真言宗であったが、4代前の住職の際に浄土宗になったという。

## 概要

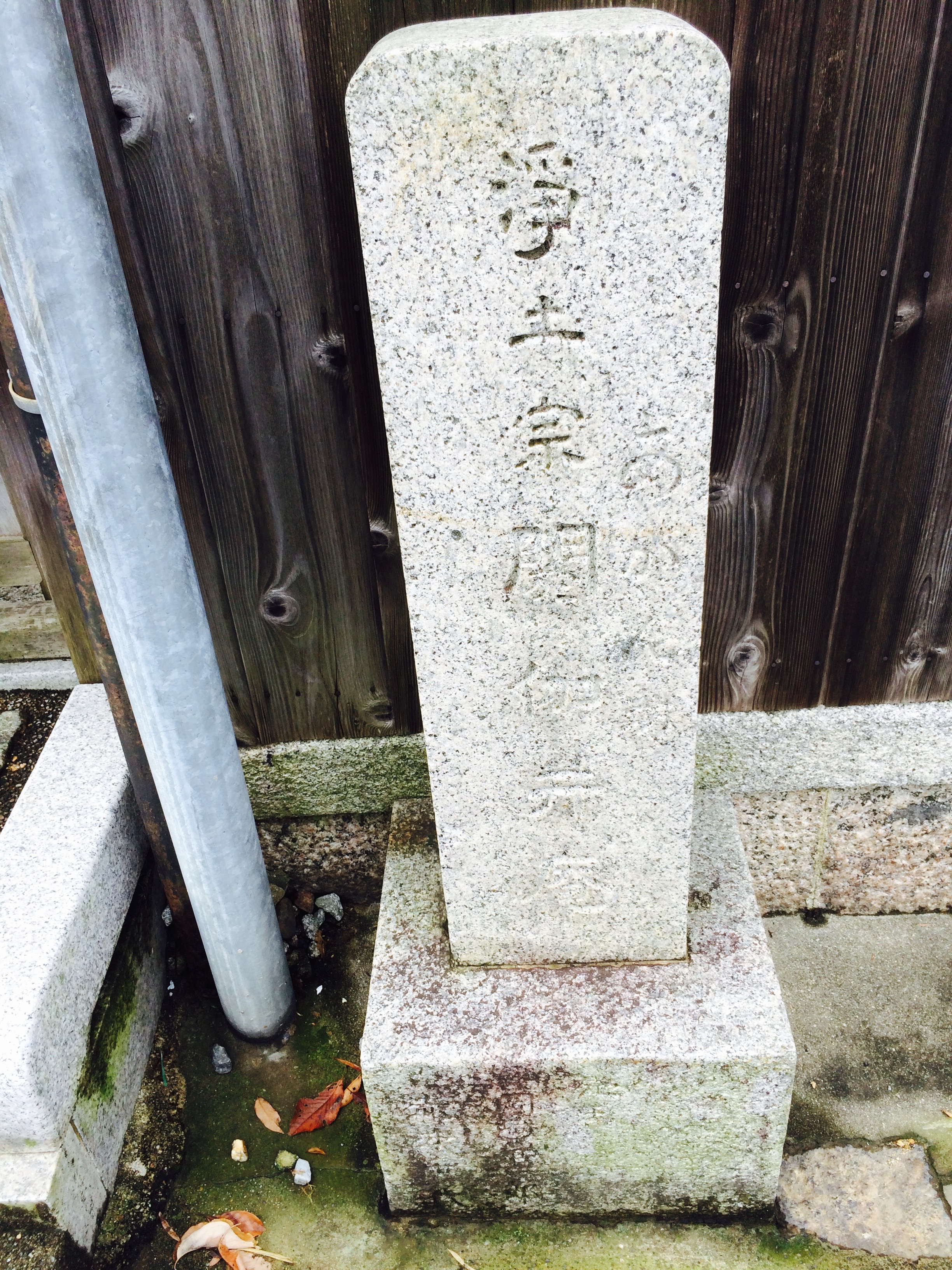
門前の石碑。「あかん坊」の名が見られる。

寺の来歴は定かではないが、新薬師寺及び赤穂神社と関係があるらしく、聖武天皇が眼病にかかった際、新薬師寺に祈念したところ、赤穂の神に祈りこの閼伽井の水を使うべしとの神託があったという。また吉備塚が近く、その伝承よりこのあたりで吉備真備の末孫が陰陽師として活躍したと考えられる。
寺には口伝にて、七ツ玉のソロバンを使って占いをする算易が伝わり、また本尊の木像や銅造の鎮宅霊符神（垂迹神や祭神の変更後は天之御中主神）がまつられていて、易を中心とした閼伽井庵の古い信仰が見て取れる。
江戸時代中頃には、安政の地震で廃絶していたが、明治時代に草庵が営まれ、後再建されて、現在に至る。再建を計ったのが浄土宗の尼僧で集めた資金で、土地を買い戻し、堂庫裏を建て、町内に散逸した仏像等を集めて、明治11年10月3日に浄土宗の住職となり浄土宗寺院、高円山閼伽井庵として再建される。1960年（昭和35年）建物が新築される。

## 伽藍等
玄関を上がって次の間が本堂と礼拝の間で、奥書院が続いている。庭の南方、奈良教育大学キャンパス内に吉備塚が見える。また庫裏の一角、格子窓の下に閼伽井があり、いまも清水をたたえる。
本堂須弥壇の中央に、本尊阿弥陀如来坐像と両脇侍をまつり、右脇壇に阿弥陀如来立像と浄土宗の祖師・善導大師と円光大師をまつる。左脇壇には、厨子内に木像鎮宅神像と銅造鎮宅霊符神を安置する。
その他にも内仏として不動明王や弘法大師像がある。
現在の建物は1960年（昭和35年）新築のものであるが、前身は明治中期の建築で、さらにその前の建築は安政地震で倒壊したと伝わる。